# DAS Private Jets
DAS (Donau Air Service) Private Jets ist eine deutsche Fluggesellschaft mit Sitz in Mengen im Landkreis Sigmaringen in Baden-Württemberg und Basis auf dem Flugplatz Mengen-Hohentengen.

## Unternehmen
DAS Private Jets ist im Geschäftsflugverkehr aktiv und betreibt im Kundenauftrag Geschäftsreiseflugzeuge bzw. Privatflugzeuge. Das Unternehmen bietet darüber hinaus auch Catering an Bord des Flugzeugs an sowie einen Limousinenservice und Eventplanung im Rahmen der Flugreise.

## Geschichte
DAS Private Jets wurde im August 2014 gegründet.

## Flotte

### Aktuelle Flotte
Mit Stand Januar 2025 besteht die Flotte der DAS Private Jets aus folgenden Geschäftsreiseflugzeugen:
| Flugzeugtyp               | Anzahl | bestellt | Luftfahrzeugkennzeichen | Baujahr       | Sitzplätze |
| ------------------------- | ------ | -------- | ----------------------- | ------------- | ---------- |
| Embraer Phenom 300        | 2      |          | D-CDAS und D-CFHZ       | 2015 und 2017 | 6–8        |
| Embraer Phenom 300 E      | 1      |          | D-CKVI                  | 2020          | 6–9        |
| Cessna XLS+               | 1      |          | D-CEHM                  | 2009          | 7          |
| Bombardier Challenger 300 | 1      |          | D-BEAM                  | 2014          | 8–9        |

### Ehemalige Flugzeugtypen
- Cessna Citation Jet 3 (Registrierung D-CUBA)[9]